# 萨尔达尔斯哈哈尔
萨尔达尔斯哈哈尔（Sardarshahar），是印度拉贾斯坦邦Churu县的一个城镇。总人口81378（2001年）。

## 人口
该地2001年总人口81378人，其中男性42357人，女性39021人；0—6岁人口14033人，其中男7422人，女6611人；识字率50.79%，其中男性为52.57%，女性为48.87%。